# 백자대병
백자대병(白磁大甁)은 서울특별시 종로구 서울역사박물관에 있는 조선시대의 백자이다. 2002년 8월 16일 서울특별시의 유형문화재 제156호로 지정되었다.

## 개요
器面 전체에 白釉가 시유되어 있으나 전체적으로는 회색빛이 약간 감도는 모습의 이 大甁은 도톰하게 말린 채 밖으로 벌려진 구연부와 긴 목, 비교적 양감이 적은 胴體 등으로 구성되어 있다. 18세기 전반기의 전형적인 甁形이 면서도 전체 높이가 46.4cm에 이르는 흔치 않은 크기에 길게 과장되어 표현된 목, 말려서 外反된 구연부 등에서 그 특징을 찾아 볼 수 있다. 모래 받침으로 구워진 이 白磁大甁 은 굽 내부의 유약 용융 상태가 다소 좋지 않고 口緣部에 일부 수리흔적이 있으나 이와 같은 형태를 한 大甁은 현존작이 거의 없는 귀한 예로서 茶甁 등 특수한 용도로 제작된 18세기 유물로 판단된다.

## 참고 문헌
- 백자대병 - 국가유산청 국가유산포털